# Эсен, Барыш
Барыш Эсен (тур. Barış Esen; род. 3 ноября 1986, Анталья) — турецкий шахматист, гроссмейстер (2010).
В составе сборной Турции участник трёх олимпиад (2006, 2010—2012), 7-го командного первенства мира (2010) и трёх командных первенств Европы (2005—2009).

## Изменения рейтинга
| Графики недоступны из-за технических проблем. См. информацию на Фабрикаторе и на mediawiki.org. |